# اسلام‌آباد گاماسیاب سفلی
اسلام‌آباد گاماسیاب سفلی، روستایی از توابع بخش مرکزی شهرستان دلفان در استان لرستان ایران است.

## جمعیت
این روستا در دهستان خاوه جنوبی قرار دارد و براساس سرشماری مرکز آمار ایران در سال ۱۳۸۵، جمعیت آن ۱۹۴ نفر (۶۱ خانوار) بوده‌است.